# Rugby a 15 nel 1924

## Attività Internazionale

### Tornei per nazioni
|  | Cinque nazioni  | Inghilterra |
|  | Giochi Olimpici | Stati Uniti |

### Tour
- Gli All Blacks prima compiono un tour in Australia (seguito da due match in Nuova Zelanda), poi compiono un tour in Europa che passerà alla storia come Il tour degli invincibili.

Nel primo conquistano la serie con due vittorie contro l'iniziale sconfitta contro la selezione composta solo da giocatori del Nuovo Galles del Sud.
In Europa colgono 32 vittorie in altrettanti match, riuscendo nell'impresa mancata nello storico tour del 1905
- La squadra dei British Lions torna dopo 14 anni in tour. Questa volta si reca in Sudafrica per un tour disastroso con 3 sconfitte in 4 partite contro il Sudafrica.

- La Nazionale di rugby figiana visita in tour le isole del Sud-Pacifico (Samoa e Tonga).

Il primo incontro ufficiale si svolse a Apia . 
Curiosamente l'incontro si svolse alle 7 del mattino per permettere ai giocatori samoani di non perdere la giornata di lavoro e ai figiani di partire con la nave verso le isole Tonga. 
Altro aneddoto vuole che un piccolo albero fosse posto al centro del campo. .

## Barbarians
Il club ad inviti dei Barbarians disputa i seguenti incontri:
| Bedford 28 febbraio 1924 | East Midlands | 3 – 15 | Barbarians |  |

| Leicester 29 dicembre 1924 | Leicester Tigers | 16 – 6 | Barbarians | (Welford Road) |

| Penarth 18 aprile 1924 | Penarth RFC | 9 – 11 | Barbarians |  |

| Cardiff 19 aprile 1924 | Cardiff RFC | 18 – 23 | Barbarians | Arms Park |

| Swansea 21 aprile 1924 | Swansea RFC | 11 – 9 | Barbarians | (Saint Helen's) |

## Campionati nazionali
| Argentina            | Camp. di Buenos Aires | CASI                          |
| Francia              | Campionato 1923-1924  | Stade Toulousain              |
| Nuovo Galles del Sud | Shute Shield          | Sydney University             |
| Nuova Zelanda        | Ranfurly Shield       | Hawke's Bay detentore 1922-27 |
| Romania              | Campionato            | Stadiul Roman                 |
| Sudafrica            | Currie Cup:           | non disputata                 |